# Jan August Kisielewski
Jan August Kisielewski (1876 à Rzeszów - 1918 à Varsovie) est un écrivain, essayiste et dramaturge polonais associé au mouvement littéraire de la Jeune Pologne au début du XXe siècle. 
Il est le cofondateur du cabaret littéraire Zielony Balonik à Cracovie, alors sous domination autrichienne, pendant les dernières années des partages de la Pologne . Jan August Kisielewski est le frère de Zygmunt Kisielewski, membre des légions polonaises pendant la Première Guerre mondiale, également écrivain,,.   

## Pièces de Jan August Kisielewski
- Parias (Pariah), 1896 - perdu
- Karykatury (Caricatures), 1898
- W sieci (Dans le filet), 1896
- Ostatnie spotkanie (La dernière réunion), 1896
- Sonata, 1901
- Komedia miłości i cnoty (La comédie de l'amour et de la chasteté), 1903 - inachevé

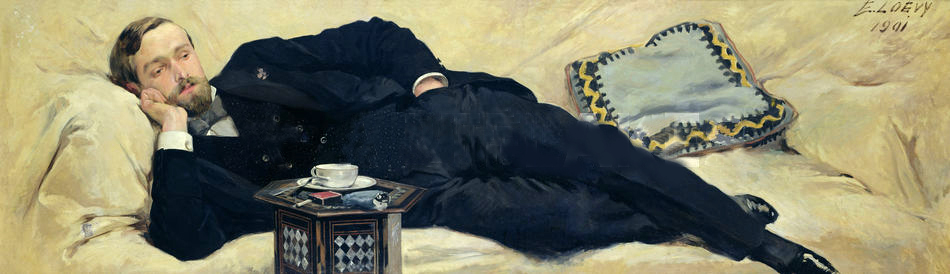
Édouard Loëvy : Dandy nonchalant, portrait de Jan August Kisielewski, huile sur toile, 1901, musée des beaux-arts de Pau.